# Attack of the Killer Donuts
Attack of the Killer Donuts ist eine US-amerikanische Horrorfilm-Komödie von 2016 mit parodistischen und Trashfilm-Elementen. 

## Handlung
Johnny Wentworth und seine Kollegin Michelle Kester arbeiten für einen Hungerlohn in einem armseligen, versifften Imbiss namens Dandy Donuts. Ihr Boss ist ein verfetteter, unangenehmer Ausbeuter mit einem lächerlichen Toupet auf dem Kopf, der sich um sein Geschäft kaum kümmert. Die Kundschaft ist dementsprechend verkommen und oftmals nicht eben zahlungswillig. Eines Tages kreuzt Johnnys skurriler Onkel Luther auf, ein selbsternannter „Wissenschaftler“, der daheim mit allerlei giftigen und unerforschten Chemikalien experimentiert. Als Luther Johnny im Donutladen besucht, kommt es zu einer Rangelei, bei der eine grüne Substanz aus Luthers Brusttasche fliegt und im Fett der Donut-Friteuse landet. Alle fortan in diesem Sud gebackenen Donuts sind von nun an kontaminiert und entwickeln, erst einmal an den Kunden gebracht, ein mörderisches Eigenleben. Das Gebäck beinhaltet nun eine giftig-grüne Flüssigkeit, die die Konsumenten schnell irre macht und schließlich umbringt. 
Ein Verhafteter, den zwei Streifenpolizisten im Fond ihres Polizeifahrzeugs in Handschellen mit sich führen, wird das erste Opfer der mutierten Donuts: er dreht durch, bis er elendig verreckt. Bei einem anderen Donut-Käufer entwickelt das diabolische Backwerk regelrecht Zähnchen, und bald blasen die heißen Zuckerkringel mit ihren wachsenden Beißerchen zum Generalangriff auf die Menschen des Ortes. Johnny und Michelle haben derweil ihren Job hingeworfen, nachdem Johnny Michelle vor drei pöbelnden Hooligans im Laden verteidigt und Michelle die sie beleidigenden Burschen mit Reizgas niedergestreckt hatte. Nachdem die dralle Mrs. Scolari ebenfalls durch die Beißfreude der Backkringel stirbt, und auch Veronica, Johnnys untreue, blonde Freundin sowie die zwei Polizisten Rodgers und Hammerstein den Attacken der Donuts zum Opfer gefallen sind, blasen Johnny, Michelle und Johnnys Freund Howard, welcher Johnny gesteht eine Affaire mit dessen Mutter zu haben, zum Gegenangriff. Mit letzter Kraft können sie die blutdurstigen Backwaren mit einem fulminanten Wumms in die Luft jagen. Nach getaner Arbeit landen Johnny und Michelle im Bett und gestehen sich ihre Liebe.

## Produktionsnotizen
Attack of the Killer Donuts erlebte seine Uraufführung am 8. Juli 2016 in den Vereinigten Staaten und wurde am 1. April 2017 als Auftaktfilm um 20.15 Uhr im Rahmen einer Horror- und Trashfilm-Nacht auf dem Fernsehsender Tele 5 erstmals in Deutschland gezeigt.
Mit Ausnahme des 1980er-Jahre-Filmsemistars C. Thomas Howell (E.T. – Der Außerirdische), der als verblödeter Streifenpolizist durch diese Geschichte patrouilliert, sind sämtliche Darsteller nahezu unbekannt.
Der Titel dieses Films lehnt sich an den des Trashkultfilms von 1978, Attack of the Killer Tomatoes, an.